# Norte (álbum de Little Jesus)
Norte es el álbum debut de la banda  mexicana Little Jesus. Se lanzó el 3 de diciembre de 2013 en formato físico y digital. Contiene 9 canciones originales, del cual se extrajeron tres sencillos; «Berlín», «Norte» y «Mal» aunque también destacaron temas como «Azul», «Pesadilla», «Color» y  «Químicos». Fue producido por Santiago Casillas y Mateo Lewis.
Fue escrito en su mayoría por el vocalista de la banda. Este álbum contó con una edición especial que incluyó temas versionados en idioma japonés —de «Azul» y «Berlín»—. Norte recibió el premio Indie-O Music Awards al mejor disco rock en 2014 así mismo la versión japonesa fue premiada al Mejor Arte/Empaque en 2015. Para 2023 la Asociación Mexicana de Productores de Fonogramas y Videogramas (AMPROFON) lo certificó disco de oro por más de 30 000 copias vendidas.

## Antecedentes
En 2012, durante un viaje a México, surgió la oportunidad de presentarse en El Imperial junto a Matilda Manzana. Al no contar con los compañeros con quienes había creado las canciones originalmente, reunió a varias personas que colaboraron en consolidar y mejorar los arreglos musicales. La banda debutó en 2013 con Norte, lanzado de forma independiente, que se fue formando durante sus primeras presentaciones. Los sencillos más destacados de este álbum incluyen «Azul», «Químicos», «Berlín», «Pesadilla», «Norte» y «Cretinos».

## Recepción
En el sitio web Rate Your Music recibió una puntuación de 3.35 sobre 5 estrellas.

## Lista de canciones
| N.º   | Título      | Escritor(es)      | Duración |  |
| 1.    | «Pesadilla» | Santiago Casillas | 4:56     |  |
| 2.    | «Cruel»     | Santiago Casillas | 4:16     |  |
| 3.    | «Azul»      | Santiago Casillas | 4:15     |  |
| 4.    | «Cretino»   | Santiago Casillas | 4:09     |  |
| 5.    | «Truco»     | Santiago Casillas | 2:59     |  |
| 6.    | «Berlín»    | Santiago Casillas | 4:45     |  |
| 7.    | «Químicos»  | Santiago Casillas | 4:27     |  |
| 8.    | «Color»     | Santiago Casillas | 4:18     |  |
| 9.    | «Sur»       | Santiago Casillas | 4:50     |  |
| 38:55 |             |                   |          |  |

| Norte (Japanese versión) |            |          |  |
| N.º                      | Título     | Duración |  |
| 10.                      | «Norte»    | 5:04     |  |
| 11.                      | «Mal»      | 3:58     |  |
| 12.                      | «Jóvenes»  | 4:22     |  |
| 13.                      | «Tiempo»   | 5:30     |  |
| 14.                      | «ベルリン» | 4:44     |  |
| 15.                      | «ブルー»   | 4:17     |  |

## Premios
| Año  | Entrega      | Categoría          | Nominación               | Resultado | Ref.  |
| ---- | ------------ | ------------------ | ------------------------ | --------- | ----- |
| 2014 | Premios IMAS | Mejor disco rock   | Norte                    | Ganadores | [ 6 ] |
| 2015 | Premios IMAS | Mejor Arte/Empaque | Norte (Versión japonesa) | Ganadores | [ 7 ] |

## Historial de lanzamiento
| País   | Fecha                  | Formato(s)            | Sello         | Ref.  |
| ------ | ---------------------- | --------------------- | ------------- | ----- |
| México | 3 de diciembre de 2013 | CD + Descarga digital | Independiente | [ 1 ] |